# Ilex danielis
Ilex danielis är en järneksväxtart som beskrevs av Ellsworth Paine Killip och Cuatrec. Ilex danielis ingår i släktet järnekar, och familjen järneksväxter. Inga underarter finns listade i Catalogue of Life.